# Ciudad deportiva Unión Deportiva Las Palmas
La Ciudad Deportiva Unión Deportiva Las Palmas, Ciudad Deportiva de Barranco Seco o Barranco Seco, es un complejo deportivo propiedad la Unión Deportiva Las Palmas situado en Barranco Seco, en el municipio de Las Palmas de Gran Canaria. 

## Historia
Los terrenos de Barranco Seco fueron adquiridos por la U. D. Las Palmas en los años 1960 a instancias del directivo Manuel Betancor. En los años 1970 constaba de un solo campo de tierra usado por los filiales, en aquel momento Las Palmas Aficionado, usándose incluso como lugar de disputa de partidos oficiales.
No es hasta 1982 cuando se inauguran unas instalaciones propiamente dichas, pasando a ser campo de entrenamiento del primer equipo. En junio de 2015 se inicia el proyecto de la ciudad Deportiva. Las obras no se iniciaron hasta 2017, en un proyecto de 10 meses, que sin embargo se alargó dos años. Finalmente el 8 de julio de 2019 se inauguraron oficialmente las nuevas instalaciones.

## Instalaciones
- Tres campos de entrenamientos:[2]
  - Campo Ernesto Aparicio, de césped natural.
  - Campo David García Santana, de césped natural.
  - Campo Manuel Betancor, de césped artificial.
- Edificio multiusos:[5]
  - Vestuarios
  - Gimnasio
  - Sala de prensa
  - Sala de reuniones
  - Sala de fisioterapia
  - Zona de spa
  - Comedor